# Chiesa di Santa Maria Assunta (Vitoio)
La chiesa di Santa Maria Assunta è un edificio sacro che si trova in località Vitoio a Camporgiano.

## Storia e descrizione
La data 1784, che compare nel cartiglio incluso al centro del timpano triangolare spezzato sopra il portale maggiore, indica probabilmente la conclusione di una serie di lavori iniziati qualche decennio prima e che vedono la realizzazione dell'altare maggiore e la decorazione di quattro finestre con motivi in stucco a volute e a conchiglie. L'abside doveva essere stata già sostituita dall'attuale scarsella nel 1618 come riporta l'iscrizione sulla soglia esterna di una delle finestre.
L'interno della chiesa è a unica navata coperto da un soffitto a cassettoni realizzato tra Cinquecento e Seicento e conserva ancora oggi arredi e opere d'arte di una certa importanza. L'altare settecentesco è completato da un ciborio in legno intagliato e dorato databile all'inizio del Seicento.  
Dietro l'altare è la tavola quattrocentesca con i Santi Antonio da Padova, Pietro, Giovanni Evangelista e Domenico, attribuita al "maestro di Borsigliana" oggi riconosciuto in Pietro da Talada, racchiusa in una cornice lignea timpanata cinque-seicentesca con una Annunciazione dipinta nell'architrave. Essa incornicia una nicchia al centro contenente una statua in marmo della Madonna col Bambino databile all'inizio del XVI secolo ed attribuibile ad uno scultore della famiglia Civitali, forse Nicolao, che era interessato anche alla cultura fiorentina, che qui si vede in rimandi al Verrocchio e a Benedetto da Maiano. La scultura, un unicum in Garfagnana, ha un corrispettivo in una simile statua nella vicina Lunigiana, a San Terenzio Monti. Non è chiaro se l'insieme proviene o meno da altro luogo e se è stato concepito unitariamente fin dall'origine: la statua poggia su un basamento ed è inserita in una sorta di nicchia, che farebbe pensare ad una sua prvenienza da un altare marmoreo.   
Altre due sculture fittili quattrocentesche sono collocate nella navata: un San Giovanni Battista ed una frammentaria figura di Santo.   
In chiesa sono anche un dipinto settecentesco su tela con San Giuseppe col Bambino di Giovan Battista Ponsi ed un Battesimo di Cristo dell'inizio del XVII secolo attribuito alla bottega del De Vecchi che, originario di Roma, aveva traslato la sua attività a Sillano, in alta Garfagnana alla fine del XVI secolo.